# Дудж, Джеймс
Джеймс Клемент Игнатиус Дудж (ирл. Séamus Ó Dubhthaigh, англ. James Clement Ignatius Dooge; 1 июля 1922, Беркенхед, Чешир, Великобритания — 20 августа 2010, Монкстаун, графство Дублин, Ирландия) — ирландский политик, министр иностранных дел Ирландии (1981—1982).

## Биография
После получения высшего образования работал профессором кафедры инженерии в Национальном университете Ирландии.
В 1961 году был впервые избран в Сенат Ирландии от партии Фине Гэл.
В 1965—1969 годах — заместитель председателя Сената.
В 1973—1977 годах — председатель Сената Ирландии. В 1977 году отказался вновь баллотироваться в Сенат.
В 1981—1982 годах — министр иностранных дел Ирландии.
В 1982—1987 годах — вновь сенатор. В 1984—1985 годах возглавлял так называемую комиссию Дуджа, которая рассматривала предложения по институциональной реформе Европейского сообщества.
С 1987 года в отставке.
Иностранный член Российской академии наук (1994).